# Гімн Джибуті
Джибуті — державний гімн Джибуті (має аналогічну назву, що й країна). Офіційно затверджений як гімн у 1977 році після здобуття незалежності від Франції. Слова написав Аден Ельмі, музику склав Абді Роблех. Гімн написаний сомалійською мовою.

## Текст гімну
Сомалійський текст
Hinjinne u sara kaca

Calankaan harraad iyo

Haydaar u mudateen.

Hir cagaarku qariyayiyo

Habkay samadu tahayoo

Xiddig dhi igleh hoorshoo

Caddaan lagu hadheeyaay.

Maxaa haybad kugu yaal.
Український переклад (з англійського перекладу)
Устань з силою! Бо ми підняли наш прапор,

Прапор, який коштував нам так дорого

Що крайності спрагу і біль.

Наш прапор, чиї кольори вічно зеленої землі,

І синява неба, і білого кольору світ;

А в центрі червоною зіркою кров.

Це прапор наш, яка славна погляду мить!